# Nymphomyia walkeri
Nymphomyia walkeri is een muggensoort uit de familie van de Nymphomyiidae. De wetenschappelijke naam van de soort is voor het eerst geldig gepubliceerd in 1965 door Ide.